# Verwaltungsgliederung Belgiens

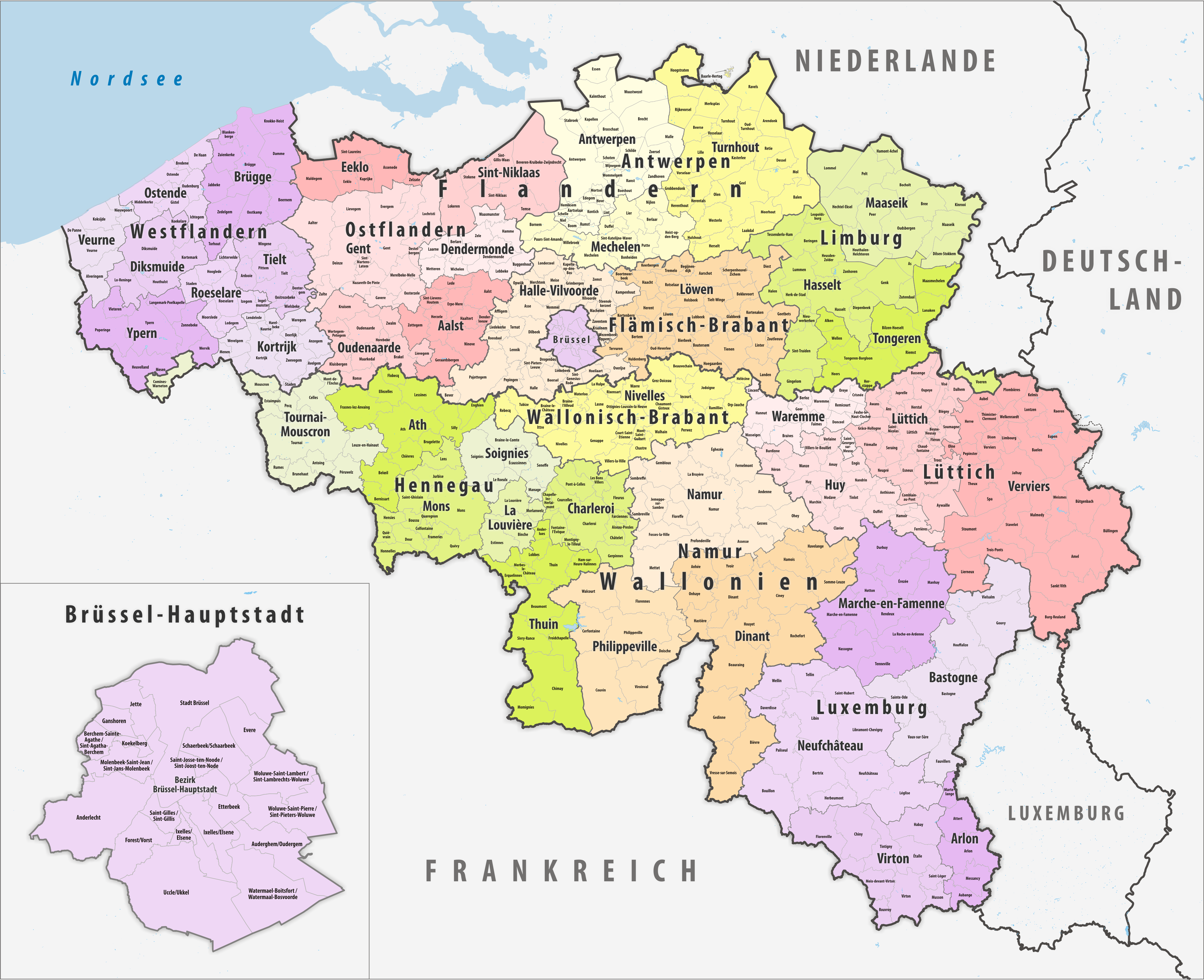
Regionen, Provinzen, Bezirke und Gemeinden Belgiens Stand 2025

Die Verwaltungsgliederung Belgiens bezeichnet die in Belgien existierenden vertikalen administrativen Strukturen. Seit der Föderalisierung Belgiens sind diese Strukturen weniger klar als im zuvor bestehenden Zentralstaat. Die europäische NUTS-Systematik gibt nicht alle Subtilitäten des belgischen Staatsrechtes wieder.

## Grundsätzliches

### Föderale Struktur
Auf der höchsten Verwaltungsebene Belgiens befindet sich nicht, wie in den meisten anderen Staaten, eine einzige, gesamtstaatliche Einheit. Belgien ist seit 1993 offiziell ein Bundesstaat, der aus einer föderalen, gemeinschaftlichen und regionalen Ebene zusammengesetzt ist.
Zwar ist der Föderalstaat auf dem gesamten Gebiet Belgiens zuständig, doch ist er dies nicht in allen Angelegenheiten. Für die gemeinschaftlichen bzw. regionalen Angelegenheiten sind ausschließlich die Gemeinschaften bzw. die Regionen auf ihrem Hoheitsgebiet zuständig. Der in Deutschland geltende Grundsatz „Bundesrecht bricht Landesrecht“ besteht in Belgien nicht: Föderale Gesetze und gemeinschaftliche bzw. regionale Dekrete (bzw. Ordonnanzen in Brüssel) besitzen in der Regel denselben Wert. Nur die Verfassung und die Gesetze und Sondergesetze, die in ihrer direkten Ausführung verabschiedet wurden, stehen über den föderalen Gesetzen und den gliedstaatlichen Dekreten (bzw. Ordonnanzen).
Dies bedeutet, dass die gesamte dezentralisierte Ebene nicht nur einer einzigen oberen Ebene zur Verfügung steht, sondern potenziell vom Föderalstaat, von einer Gemeinschaft oder von einer Region gleichzeitig beauftragt werden kann, verschiedene Rechtsnormen umzusetzen. In der Tat unterliegen die dezentralisierten Organe generell einer „spezifischen Aufsicht“, die je nachdem welche Angelegenheit betroffen ist, von der föderalen, gemeinschaftlichen oder regionalen Obrigkeit ausgeübt werden kann.

### Dezentralisierung
Schon zur Zeit des Zentralstaates Belgien herrschte eine gewisse Dezentralisierung. Hierbei muss zwischen zwei Arten der Dezentralisierung unterschieden werden:
- Politische Dezentralisierung: Schaffung von politischen Einrichtungen, die eine eigene Rechtspersönlichkeit besitzen, denen autonome Zuständigkeiten zuerteilt werden und die unter der Aufsicht einer übergeordneten Behörde stehen.[6]
- Verwaltungstechnische Dezentralisierung: Schaffung von Einrichtungen mit nicht politischem Charakter, die jedoch eine eigene Rechtspersönlichkeit besitzen, autonome Zuständigkeiten ausüben können und unter einer gewissen Kontrolle der staatlichen Behörden stehen.[7]

Man unterscheidet die Dezentralisierung von der Dekonzentrierung. Bei der letzteren handelt es sich lediglich um eine Verwaltungstechnik, bei der gewisse Aufgaben von einem Hauptdienststelle an mehrere auf dem Staatsgebiet verteilte kleinere Dienststellen weitergeleitet werden, ohne dabei die geringste Autonomie zu gestatten. In diesem Fall wird die Hierarchie also weiterhin strikt bewahrt. Auch ist die Dezentralisierung nicht mit dem Föderalismus zu verwechseln. Die föderalen Behörden (Föderalstaat im engeren Sinne, Gemeinschaften und Regionen) sind einander nicht über- bzw. untergeordnet, sondern stehen auf derselben hierarchischen Stufe (siehe oben).
Die hiernach erwähnten untergeordneten Behörden (vor allem Gemeinden und Provinzen) können gleichzeitig dezentralisierte wie auch dekonzentrierte Aufgaben ausführen.

## Verwaltungsgliederung nach NUTS
Im Nachfolgenden wird die Verwaltungsgliederung dargelegt, so wie sie in den NUTS-Tabellen aufgezeigt wird. Die NUTS-Nomenklatur, obwohl sie bereits Besonderheiten für Belgien enthält, kann jedoch nur begrenzt die Komplexität der belgischen Staatsstruktur wiedergeben.

### Gesamtstaat
Als NUTS-0 Einheit wird der Gesamtstaat Belgien angegeben. Dieser ist mit dem Föderalstaat gleichzusetzen, auch wenn zwischen Föderalstaat und Regionen (siehe unten) keine Hierarchie besteht.

### Regionen
Die NUTS-1 Kategorie bilden die drei Regionen Belgiens.
| Regionen | Regionen                  | Einwohner | Fläche     |
| -------- | ------------------------- | --------- | ---------- |
|          | Flämische Region          | 6.698.876 | 13.624 km² |
|          | Wallonische Region        | 3.662.495 | 16.844 km² |
|          | Region Brüssel-Hauptstadt | 1.222.637 | 00161 km²  |

Die Gemeinschaften werden in der NUTS-Nomenklatur nicht berücksichtigt, da sich die flämische und die französische Gemeinschaft in der Region Brüssel geographisch überlappen. Die Deutschsprachige Gemeinschaft bildet eine Ausnahme (siehe unten).

### Provinzen
Die NUTS-2 Kategorie bilden die zehn Provinzen. Fünf von ihnen gehören zur Flämischen Region, fünf zur Wallonischen Region.
| Flämische Provinzen | Flämische Provinzen | Einwohner | Fläche    |
| ------------------- | ------------------- | --------- | --------- |
|                     | Antwerpen           | 1.867.366 | 2.850 km² |
|                     | Limburg             | 885.951   | 2.422 km² |
|                     | Ostflandern         | 1.563.108 | 3.000 km² |
|                     | Flämisch-Brabant    | 1.173.440 | 2.106 km² |
|                     | Westflandern        | 1.209.011 | 3.144 km² |

| Wallonische Provinzen | Wallonische Provinzen | Einwohner | Fläche    |
| --------------------- | --------------------- | --------- | --------- |
|                       | Wallonisch-Brabant    | 409.782   | 1.093 km² |
|                       | Hennegau              | 1.351.127 | 3.786 km² |
|                       | Lüttich               | 1.110.989 | 3.862 km² |
|                       | Luxemburg             | 291.143   | 4.440 km² |
|                       | Namur                 | 499.454   | 3.666 km² |

Die Provinzen sind im Gegensatz zu den Regionen dezentralisierte Organe. Dies bedeutet, dass sie sich in der Hierarchie sowohl unter dem Föderalstaat als unter den Regionen befinden. Die Institutionen der Provinz, d. h. Provinzialrat, Permanentdeputation (bzw. Provinzkollegium) und insbesondere der Gouverneur, können mit der Ausführung von föderalen oder regionalen Bestimmungen betraut werden. Die Provinzen dienen bei den Föderalwahlen als Wahlkreise.
Als elfte NUTS-2 Einheit ist wieder die Region Brüssel-Hauptstadt zu finden, da diese auf ihrem Gebiet die Zuständigkeiten der Provinzen selbst ausübt. Das zweisprachige Gebiet Brüssel-Hauptstadt an sich ist provinzfrei.

### Bezirke
Die 43 (Verwaltungs-)Bezirke bilden die NUTS-3 Stufe. Jede Provinz ist in Verwaltungsbezirke eingeteilt. Die Bezirke werden auf Französisch als arrondissements und auf Niederländisch als arrondissementen bezeichnet. Manchmal wird die Bezeichnung Arrondissement auch auf Deutsch verwendet, obwohl Bezirk der amtliche Begriff ist.
| Flandern          | Flandern          | Flandern                 | Flandern                 | Flandern        | Flandern        | Flandern            | Flandern            | Flandern             | Flandern             |
| Provinz Antwerpen | Provinz Antwerpen | Provinz Flämisch-Brabant | Provinz Flämisch-Brabant | Provinz Limburg | Provinz Limburg | Provinz Ostflandern | Provinz Ostflandern | Provinz Westflandern | Provinz Westflandern |
| ----------------- | ----------------- | ------------------------ | ------------------------ | --------------- | --------------- | ------------------- | ------------------- | -------------------- | -------------------- |
|                   | Antwerpen         |                          | Halle-Vilvoorde          |                 | Hasselt         |                     | Aalst               |                      | Brügge               |
|                   | Mechelen          |                          | Löwen                    |                 | Maaseik         |                     | Dendermonde         |                      | Diksmuide            |
|                   | Turnhout          |                          |                          |                 | Tongeren        |                     | Eeklo               |                      | Kortrijk             |
|                   |                   |                          |                          |                 | Gent            |                     | Ostende             |                      |                      |
|                   | Oudenaarde        |                          | Roeselare                |                 |                 |                     |                     |                      |                      |
|                   | Sint-Niklaas      |                          | Tielt                    |                 |                 |                     |                     |                      |                      |
|                   |                   |                          | Veurne                   |                 |                 |                     |                     |                      |                      |
|                   | Ypern             |                          |                          |                 |                 |                     |                     |                      |                      |

| Wallonien        | Wallonien        | Wallonien       | Wallonien       | Wallonien         | Wallonien         | Wallonien     | Wallonien     | Wallonien                  | Wallonien                  |
| Provinz Hennegau | Provinz Hennegau | Provinz Lüttich | Provinz Lüttich | Provinz Luxemburg | Provinz Luxemburg | Provinz Namur | Provinz Namur | Provinz Wallonisch-Brabant | Provinz Wallonisch-Brabant |
| ---------------- | ---------------- | --------------- | --------------- | ----------------- | ----------------- | ------------- | ------------- | -------------------------- | -------------------------- |
|                  | Ath              |                 | Huy             |                   | Arlon             |               | Dinant        |                            | Nivelles                   |
|                  | Charleroi        |                 | Lüttich         |                   | Bastogne          |               | Namur         |                            |                            |
|                  | La Louvière      |                 | Verviers        |                   | Marche-en-Famenne |               | Philippeville |                            |                            |
|                  | Mons             |                 | Waremme         |                   | Neufchâteau       |               |               |                            |                            |
|                  | Soignies         |                 |                 |                   | Virton            |               |               |                            |                            |
|                  | Thuin            |                 |                 |                   |                   |               |               |                            |                            |
|                  | Tournai-Mouscron |                 |                 |                   |                   |               |               |                            |                            |

Der Bezirk Brüssel-Hauptstadt muss hinzugezählt werden.
Im Gegensatz zu den Provinzen und Gemeinden verfügen die Bezirke über keine politischen dezentralisierten Institutionen. Pro Bezirk gibt es in der Regel einen Bezirkskommissar, der gegebenenfalls mit der Ausübung von föderaler oder regionaler Gesetzgebung beauftragt werden kann oder dem Provinzgouverneur beisteht. Die Verwaltungsbezirke sind nicht mit den belgischen Gerichtsbezirken, die 12 an der Zahl sind, zu verwechseln. Die Verwaltungsbezirke dienen bei den Regionalwahlen als Wahlkreise.
Eine Ausnahme in der NUTS-3-Nomenklatur bildet der Bezirk Verviers, welcher in einen französischsprachigen und einen deutschsprachigen Teil unterteilt wird. Das Gebiet der Deutschsprachigen Gemeinschaft liegt vollständig auf dem Gebiet dieses Bezirks. Um dieser besonderen Situation Rechnung zu tragen, wurde der Deutschsprachigen Gemeinschaft im Jahr 2008 als einziger Gemeinschaft der Status einer NUTS-Einheit gegeben.

### Gemeinden
Die letzte Gliederungsebene stellen die 581 Gemeinden Belgiens dar. Es handelt sich hierbei um LAU-2-Einheiten, den ehemaligen NUTS-5.
Auch die Gemeinden sind dezentralisierte Organe und stehen ganz unten in der Hierarchie. Ihre Institutionen, d. h. Gemeinderat und insbesondere Bürgermeister- und Schöffenkollegium (bzw. Gemeindekollegium) und Bürgermeister, werden regelmäßig mit der Ausübung föderaler oder regionaler Aufgaben beauftragt.
Ursprünglich gab es in Belgien 2359 Gemeinden, doch bei einer Fusion im Jahr 1977 wurden viele von ihnen zusammengelegt, sodass man an die heutige Zahl der Gemeinden kommt.
Siehe auch: Zusammenschluss belgischer Gemeinden

## Andere Verwaltungsebenen

### Gemeinschaften
Es gibt in Belgien drei Gemeinschaften.
| Gemeinschaften | Gemeinschaften                |
| -------------- | ----------------------------- |
|                | Flämische Gemeinschaft        |
|                | Französische Gemeinschaft     |
|                | Deutschsprachige Gemeinschaft |

Wie bereits erwähnt müsste man die Gemeinschaften mit dem Föderalstaat und den Regionen auf die höchste Verwaltungsebene stellen, da alle drei Ebenen auf ihren jeweiligen Zuständigkeitsgebieten gesetzliche Hoheit auf ihrem Gebiet besitzen.
Nur die Deutschsprachige Gemeinschaft taucht in der NUTS-Nomenklatur auf (NUTS-3). Dies ist verständlich, da die beiden anderen Gemeinschaften kein klar definiertes Gebiet besitzen: Beide sind gleichzeitig zuständig für das zweisprachige Gebiet Brüssel-Hauptstadt. Besondere Strukturen sichern die Präsenz der Flämischen und der Französischen Gemeinschaft in Brüssel (siehe VGC, COCOF und COCOM als Institutionen der Region Brüssel-Hauptstadt).

### Kantone
Von Kantonen ist nur in der Wahlgesetzgebung und im Gerichtswesen die Rede:
- Die Wahlbezirke werden in 208 Wahlkantone unterteilt (103 in Flandern, 97 in der Wallonie, acht in Brüssel): In den Wahlkantonen gibt es bei den Wahlen einen Hauptwahlvorstand, ein oder mehrere Zählbüros und mehrere Wahlbüros.[16]
- Die Gerichtsbezirke werden in 187 Gerichtskantone unterteilt: Der Gerichtskanton ist der territoriale Zuständigkeitsbereich der „Friedensrichter“ (unterstes belgisches Zivilgericht in der Justizhierarchie).[17]

Früher wurde die Schulinspektion ebenfalls in Kantone unterteilt (z. B. für Kantonalprüfungen), doch dem ist heute nicht mehr so. Zudem gab es in geraumer Vorzeit auch Milizkantone.

### Regionen (Flandern)
Am 1. Februar 2023 wurden innerhalb Flanderns fünfzehn Regionen (regio's) geschaffen, sie werden teilweise zur Unterscheidung von den gliedstaatlichen Regionen auch „Unterregionen“ genannt. Diese flämischen Regionen haben keine eigene Verwaltung, sondern dienen dazu, Strukturen für innerkommunale Zweckverbände (Interkommunale) schaffen, sodass immer dieselben Gemeinden einer Region zu diesen Zweckverbänden zusammenkommen. So sollen also beispielsweise die Zweckverbände für Raumplanung (streekintercommunales), Mobilität (vervoerregio's), Wohnungsbau (sociale huisvestingsmaatschappijen) oder Abfallentsorgung immer aus den Gemeinden jeweils nur einer Region gebildet werden.
Es bestehenden folgende Regionen:
- (Provinz Antwerpen)
  - Kempen
  - Regio Antwerpen
  - Rivierenland
- (Provinz Flämisch-Brabant)
  - Halle-Vilvoorde
  - Oost-Brabant
- (Provinz Limburg)
  - Limburg
- (Provinz Ostflandern)
  - Denderregio
  - Regio Gent
  - Vlaamse Ardennen
  - Waasland
- (Provinz Westflandern)
  - Middenkust
  - Midwest
  - Regio Brugge
  - Westhoek
  - Zuid-West-Vlaanderen

### Polizeizonen
Das belgische Staatsgebiet ist ebenfalls seit 2001 in 196 Polizeizonen unterteilt. Dabei gibt es Gemeinden, die eine einzige Polizeizone bilden. Die Polizeizone ist der territoriale Zuständigkeitsbereich der lokalen Polizei. Bei der Schaffung der Polizeizonen wurden die bestehenden Grenzen der Provinzen und der Gerichtsbezirke beachtet. Im Gegensatz zur lokalen Polizei, ist die föderale Polizei auf dem gesamten belgischen Gebiet zuständig (wobei diese in dekonzentrierte Direktionen in den 27 Gerichtsbezirken strukturiert ist).
An der Spitze der Polizeizone stehen der Polizeirat und das Polizeikollegium, in denen die Polizeidienste und die Gemeinden vertreten werden. Vor der Reform gab es eine Polizeieinheit pro Gemeinde (die sogenannte Gemeindepolizei).

### Suprakommunale Organe
Die Verfassung sieht die Schaffung von zwei suprakommunalen Organen vor: die Agglomerationen und die Gemeindeföderationen.

#### Agglomerationen
Die Verfassung behält die Schaffung von Gemeindeagglomerationen dem Gesetz vor. Nur die Brüsseler Agglomeration wird durch die Verfassung selbst eingesetzt.
Ein Gesetz aus dem Jahre 1971 sieht Agglomerationen für fünf Städte vor:
- Antwerpen
- Brüssel
- Charleroi
- Gent
- Lüttich

Nur für die Brüsseler Agglomeration wurde das genaue Zuständigkeitsgebiet festgelegt. Es stimmt mit dem der Region Brüssel-Hauptstadt überein. Somit ist Brüssel die einzige Stadt, in der bis heute effektiv eine Agglomeration eingerichtet wurde. In der Tat kam der Einrichtung dieser Agglomerationen die Gemeindefusion aus dem Jahr 1977 zuvor. Das Gebiet dieser Großstädte wurde somit in den meisten Fällen auf in Frage kommende Gemeinden ausgeweitet, und die Schaffung einer Agglomeration war uninteressant geworden.
Die Agglomerationen besitzen im Prinzip eigene Institutionen und üben gewisse Zuständigkeiten der Gemeinden aus (wie beispielsweise die Müllbeseitigung und -verarbeitung). Für die Brüsseler Agglomeration sieht die Verfassung selbst vor, dass diese Aufgaben durch die Institutionen der Region übernommen werden.

#### Gemeindeföderationen
Die Gemeindeföderationen waren für die Gemeinden vorgesehen, die nicht Teil einer der fünf Agglomerationen war. Die Gemeindeföderationen unterliegen den gleichen Regeln wie die Agglomerationen.
Auch hier kam die Gemeindefusion von 1977 der Schaffung von Gemeindeföderationen zuvor: Bis zum heutigen Tage hat es noch keine einzige Gemeindeföderation gegeben.

### Intrakommunale Organe
Die Verfassung sieht vor, dass innerhalb der Gemeinden sogenannten „intrakommunale territoriale Organe“ geschaffen werden können. Damit wird eine Gemeinde in mehrere kleine Subentitäten eingeteilt. Diese Zuständigkeit obliegt den Regionen.
Das Neue Gemeindegesetz hatte in Ausführung der Verfassung die Möglichkeit geschaffen, sogenannte Distrikte einzurichten.
Diese Möglichkeit wurde bis heute nur für die Gemeinde Antwerpen genutzt.
| Distrikte Antwerpens | Distrikte Antwerpens        |
| -------------------- | --------------------------- |
|                      | Antwerpen                   |
|                      | Berchem                     |
|                      | Berendrecht-Zandvliet-Lillo |
|                      | Borgerhout                  |
|                      | Ekeren                      |
|                      | Hoboken                     |
|                      | Merksem                     |
|                      | Wilrijk                     |
|                      | Borsbeek                    |

Die Distrikte verfügen über eigene Institutionen. Seit der Übertragung der kommunalen Zuständigkeiten an die Regionen, haben die Flämische und die Wallonische Region eigene Gesetzgebungen in Bezug auf die Distrikte entwickelt. In der Wallonischen Region werden die Distrikte seit 2006 Sektoren genannt (auch wenn es dort noch keine von ihnen gibt).
Diese Distrikte sind nicht mit den Wahldistrikten zu verwechseln, die eine Gruppierung der Wahlkantone sind.